# Trapezmuscheln
Die Trapezmuscheln (Carditidae) sind eine im Meer lebende Familie der Muscheln. Die ältesten Vertreter der Familie sind aus dem Perm bekannt. Die Familie umfasst etwa 150 rezente Arten. Nicht erfasst ist bisher die Anzahl der fossilen Arten.

## Merkmale
Die gleichklappigen Gehäuse sind sehr klein bis mittelgroß. Sie sind im Umriss trapezförmig oder auch gerundet oder länglich-eiförmig. Sie sind nahezu gleichseitig bis stark ungleichseitig, die prominenten Wirbel sitzen nahezu mittig bis deutlich vor der Mitte. Das Ligament liegt außen. Das Schloss weist in der rechten Klappe drei Hauptzähne auf, in der linken Klappe zwei Hauptzähne. Die Seitenzähne sind rudimentär. Die Hauptzähne können quergestreift sein. Es ist keine Mantelbucht ausgebildet. Es sind zwei Schließmuskeln vorhanden. Der vordere Schließmuskel ist oft etwas größer und sitzt auf einer Plattform.
Die Schale ist dick und kräftig. Die Ornamentierung besteht aus kräftigen radialen Rippen, die am Gehäuserand sich schuppig oder blattartig verbreitern können. Randparallele Elemente fehlen weitgehend oder sind schwächer als die radialen Elemente. Der Gehäuseinnenrand ist gekerbt. Bei den Kiemen ist das äußere Kiemenblatt reduziert, Siphonen fehlen.

## Geographische Verbreitung und Lebensraum
Die Arten der Familie leben überwiegend in den tropischen und subtropischen Meeren, wenige Arten auch in den gemäßigten Zonen, wenige Arten in den antarktischen Gewässern.
Die Arten der Familie leben endobenthonisch grabend in Sandböden oder auch epibenthonisch. Arten mit ungleichseitigen Gehäusen mit kräftigem Byssus sind an festes Substrat angeheftet.

## Lebensweise
Die Tiere sind soweit bekannt getrenntgeschlechtlich, die Befruchtung findet in der Mantelhöhle statt. Die Eier werden in der Mantelhöhle zurückhalten und in unterschiedlichen Stadien der Larvalentwicklung ins freie Wasser entlassen. Einige Arten haben sogar eine spezielle Bruttasche ausgebildet.

## Taxonomie
Das Taxon wurde 1822 von André Étienne d’Audebert de Férussac unter dem Trivialnamen Les Cardites begründet. Der Name wurde 1828 von John Fleming latinisiert und häufig ihm auch zugeschrieben. Es ist allgemein anerkannt. Allerdings ist der Umfang der Familie, vor allem in Hinblick auf die fossilen Gattungen noch sehr unsicher. Von manchen Autoren wird auch eine Unterfamiliengliederung benutzt, die im Wesentlichen auf André Chavan im Treatise on Invertebrate Paleontology zurückgeht. Eugene Coan und Paul Valentich-Scott (2012) schränken die Zahl der Unterfamilien allerdings wieder ein, die sich viele Merkmale überlappen.
- Familie Trapezmuscheln (Carditidae Férussac, 1822)
  - Unterfamilie Carditinae Férussac, 1822
    - Beguina Röding, 1798
    - Cardita Bruguière, 1792
      - Cardita calyculata (Linnaeus, 1758)

    - Hamacuna Cotton, 1931
    - Neovenericor Rossi de García, Levy & Franchi, 1980
    - Powellina M. Huber, 2010
    - Pteromeris Conrad, 1862
    - Purpurocardia Maxwell, 1969
    - Strophocardia Olsson, 1961
    - Venericor Stewart, 1930 †

  - Unterfamilie Carditamerinae Chavan, 1969
    - Arcturellina Chavan, 1951
    - Bathycardita Iredale, 1924
    - Cardiocardita Anton, 1838
    - Carditamera Conrad, 1838
      - Carditamera affinis (G. B. Sowerby I, 1833)

    - Carditellopsis Iredale, 1936
    - Centrocardita Sacco, 1899
    - Choniocardia Cossmann, 1904
    - Cossmannella Mayer-Eymar, 1896
    - Cretocardia Conrad, 1877
    - Cyclocardia Conrad, 1867
    - Fenestricardita Casey, 1961
    - Glans Megerle von Mühlfeld, 1811
    - Goosensia Clessin, 1887
    - Izumicardia Ichikawa, 1963
    - Lazariella Sacco, 1899
    - Miodontiscus Dall, 1903
    - Pleuromeris Conrad, 1867
    - Plionema Conrad, 1872
    - Scalaricardia Sacco, 1898
    - Tutcheria Cox, 1946 †
    - Vetericardiella Chavan, 1969
    - Vimentum Iredale, 1925

  - Unterfamilie Carditesinae Chavan, 1969
    - Cardesites Link, 1807
    - Glyptoactis Stewart, 1930
    - Ludbrookia Chavan, 1951
    - Paraglans Chavan, 1941
    - Xenocardita Vokes, 1946

  - Unterfamilie Miodomerinae Chavan, 1969
    - Chavanella Jaworski, 1938
    - Coripia de Gregorio, 1885
    - Miodomeris Chavan, 1936
    - Pteromeris Conrad, 1862

  - Unterfamilie Thecalinae Dall, 1903
    - Thecalia Adams & Adams, 1858
    - Milneria Dall, 1881
      - Milneria kelseyi Dall, 1916
      - Milneria minima (Dall, 1871)[5]

  - Unterfamilie Venericardiinae Chavan, 1969
    - Megacardita Sacco, 1899[6]
    - Venericardia Lamarck, 1801

## Belege